# Première ligue de snooker
Ne doit pas être confondu avec Championnat de la ligue de snooker ou Champion des champions de snooker.
La première ligue de snooker est un ancien tournoi non classé de snooker, c'est-à-dire qu'il ne rapportait pas de points au classement. L'épreuve s'est déroulée dans plusieurs localités d'Angleterre de 1987 à 2012, dont Grimsby pour la dernière édition. Le tournoi fonctionnait sous la forme de matchs de poules suivis de demi-finales pour les quatre meilleurs joueurs.

## Historique
Le tournoi a été instauré au calendrier en 1987, en tant que ligue Matchroom. C'est le sextuple champion du monde de snooker, Steve Davis qui a remporté la première édition ainsi que les trois suivantes. Le fonctionnement du tournoi était particulier. C'est le joueur qui terminait le plus haut dans la poule qui s'imposait. En 1990, parallèlement à la ligue, un tournoi du nom de ligue internationale s'est déroulé en Europe. Par ailleurs, un tournoi du même type que la ligue internationale s'était déroulé en 1984 : la ligue professionnelle de snooker. En 1992, un système de play-off à quatre joueurs a été mis en place. C'est Stephen Hendry qui a remporté la compétition.
En 1993, le tournoi est devenu la ligue européenne, et enfin la première ligue en 1998. En 2005, la société de pari sportif Betfred est devenue le sponsor de la compétition. C'est d'ailleurs en 2005 qu'une limite de 25 secondes pour jouer un coup a été introduite. Le format a lui aussi changé. Plus que six manches étaient nécessaires à la victoire. Toujours en 2005, deux compétitions ont été jouées : une en mai et une en décembre.
En 2008, le tournoi a servi de phase qualificative pour le championnat de la ligue.
Le tournoi a été dominé par Ronnie O'Sullivan qui a remporté dix fois l'épreuve. Stephen Hendry l'a remporté six fois et Steve Davis quatre fois. En 2013, le tournoi a été remplacé par le champion des champions.
| \| Grimsby \| Site de la dernière édition du tournoi. |
| Grimsby                                               |

## Format de jeu
L'épreuve se fait sur invitation des meilleurs joueurs du monde. Le choix des joueurs est stratégique : plus le niveau est relevé, plus l'épreuve fera d'audience. Les joueurs s'affrontent tous dans des matchs au meilleur des six manches. Une victoire rapporte deux points. À la fin de la phase de poules, les quatre joueurs ayant le plus de points s'affrontent en demi-finales. Ces phases finales se jouent au meilleur des treize manches. Le système de temps introduit par Betfred en 2005 rend le tournoi différent des autres. Les joueurs n'ont que 25 secondes pour jouer un coup, ce qui leur laisse moins de temps pour réfléchir. Ce format peut aussi avantager les joueurs rapides comme Ronnie O'Sullivan qui a gagné dix fois la compétition. Un joueur dépassant le temps est pénalisé de cinq points donnés à son adversaire. Ce format a également inspiré le Snooker Shoot-Out qui se voit d'ailleurs plus strict dans sa règle de temps, les joueurs ne bénéficiant que de quinze secondes par coup.
En 2011, le format a légèrement changé. Les matchs de poule se jouent au meilleur des cinq manches. Chaque manche remportée compte dans le calcul des points. Un joueur peut donc remporter jusqu'à 24 manches et donc obtenir 24 points. De plus, la dernière manche de chaque match de poule se jouait sous le format du Shoot-Out. En revanche, les phases finales restent sous le même format qu'avant.
En 2012, le tournoi abandonne ces nouvelles règles et retrouve le format de départ.

## Dotation
Le vainqueur de la première ligue se voyait offrir une prime de 50 000 £. Le finaliste recevait quant à lui un chèque de 25 000 £. Les deux demi-finalistes étaient récompensés par une prime de 12 500 £ (par demi-finaliste). En 2011, chaque manche gagnée rapportait 1 000 £, de même lorsqu'un joueur parvenait à inscrire un century break. 

## Palmarès
| Année                                         | Vainqueur                                     | Finaliste                                     | Score                                         | Saison                                        |
| Ligue professionnelle de snooker (non classé) | Ligue professionnelle de snooker (non classé) | Ligue professionnelle de snooker (non classé) | Ligue professionnelle de snooker (non classé) | Ligue professionnelle de snooker (non classé) |
| --------------------------------------------- | --------------------------------------------- | --------------------------------------------- | --------------------------------------------- | --------------------------------------------- |
| 1984                                          | John Virgo                                    | Dennis Taylor                                 | Round-robin                                   | 1983-1984                                     |
| Ligue internationale (non classé)             |                                               |                                               |                                               |                                               |
| 1990                                          | Tony Meo                                      | Jimmy White                                   | Round-robin                                   | 1989-1990                                     |
| Ligue Matchroom (non classé)                  |                                               |                                               |                                               |                                               |
| 1987                                          | Steve Davis                                   | Neal Foulds                                   | Round-robin                                   | 1986-1987                                     |
| 1988                                          | Steve Davis                                   | Stephen Hendry                                | Round-robin                                   | 1987-1988                                     |
| 1989                                          | Steve Davis                                   | John Parrott                                  | Round-robin                                   | 1988-1989                                     |
| 1990                                          | Steve Davis                                   | Stephen Hendry                                | Round-robin                                   | 1989-1990                                     |
| 1991                                          | Stephen Hendry                                | Steve Davis                                   | Round-robin                                   | 1990-1991                                     |
| 1992                                          | Stephen Hendry                                | Steve Davis                                   | 9–2                                           | 1991-1992                                     |
| Ligue européenne (non classé)                 |                                               |                                               |                                               |                                               |
| 1993                                          | Jimmy White                                   | Alan McManus                                  | 10–7                                          | 1992-1993                                     |
| 1994                                          | Stephen Hendry                                | John Parrott                                  | 10–7                                          | 1993-1994                                     |
| 1995                                          | Stephen Hendry                                | Ken Doherty                                   | 10–2                                          | 1994-1995                                     |
| 1996                                          | Ken Doherty                                   | Steve Davis                                   | 10–5                                          | 1995-1996                                     |
| 1997                                          | Ronnie O'Sullivan                             | Stephen Hendry                                | 10–8                                          | 1996-1997                                     |
| Première ligue (non classé)                   |                                               |                                               |                                               |                                               |
| 1998                                          | Ken Doherty                                   | Jimmy White                                   | 10–2                                          | 1997-1998                                     |
| 1999                                          | John Higgins                                  | Jimmy White                                   | 9–4                                           | 1998-1999                                     |
| 2000                                          | Stephen Hendry                                | Mark Williams                                 | 9–5                                           | 1999-2000                                     |
| 2001                                          | Ronnie O'Sullivan                             | Stephen Hendry                                | 9–7                                           | 2000-2001                                     |
| 2002                                          | Ronnie O'Sullivan                             | John Higgins                                  | 9–4                                           | 2001-2002                                     |
| 2003                                          | Marco Fu                                      | Mark Williams                                 | 9–5                                           | 2002-2003                                     |
| 2004                                          | Stephen Hendry                                | John Higgins                                  | 9–6                                           | 2003-2004                                     |
| 2005 (mai)                                    | Ronnie O'Sullivan                             | Mark Williams                                 | 6–0                                           | 2004-2005                                     |
| 2005 (décembre)                               | Ronnie O'Sullivan                             | Stephen Hendry                                | 6–0                                           | 2005-2006                                     |
| 2006                                          | Ronnie O'Sullivan                             | Jimmy White                                   | 7–0                                           | 2006-2007                                     |
| 2007                                          | Ronnie O'Sullivan                             | John Higgins                                  | 7–4                                           | 2007-2008                                     |
| 2008                                          | Ronnie O'Sullivan                             | Mark Selby                                    | 7–2                                           | 2008-2009                                     |
| 2009                                          | Shaun Murphy                                  | Ronnie O'Sullivan                             | 7–3                                           | 2009-2010                                     |
| 2010                                          | Ronnie O'Sullivan                             | Shaun Murphy                                  | 7–1                                           | 2010-2011                                     |
| 2011                                          | Ronnie O'Sullivan                             | Ding Junhui                                   | 7–1                                           | 2011-2012                                     |
| 2012                                          | Stuart Bingham                                | Judd Trump                                    | 7–2                                           | 2012-2013                                     |

## Bilan par pays
| Pays       | Joueurs | Total | Premier titre | Dernier titre |
| ---------- | ------- | ----- | ------------- | ------------- |
| Angleterre | 7       | 19    | 1984          | 2012          |
| Écosse     | 2       | 7     | 1991          | 2004          |
| Irlande    | 1       | 2     | 1996          | 1998          |
| Hong Kong  | 1       | 1     | 2003          | 2003          |